# 裴清廉
裴清廉（1949年8月8日—1981年9月26日）是一名越南军事飞行员。

## 生平
1949年生于河内。1966年高中毕业后自愿参加越南人民军，在空军部队服役。参加了越南战争，1972年6月27日击落一架美军F-4幽靈II戰鬥機。1974年至1978年在加加林空军学院深造。
1979年与范遵获选进入苏联的国际宇航员计划，一起在加加林宇航员培训中心接受太空训练。在1980年7月的联盟37号飞船载人任务中，范遵成功完成任务，在空中逗留了7天。裴清廉是范遵的替补乘员而未能上天。1980年返回越南后，裴清廉继续在空军服役。
1981年9月驾驶米格-21戰鬥機在北部湾上空进行军事训练时失事坠毁。